# 烏爾金湖
54°23′51″N 59°24′30″E / 54.397603°N 59.408444°E
烏爾金湖（俄语：Ургун），是俄羅斯的湖泊，位於該國西南部，由巴什科爾托斯坦共和國負責管轄，長4公里、寬2.9公里，面積12平方公里，平均水深5米，最大水深8米。